# Yapglasögonfågel
Yapglasögonfågel (Zosterops oleagineus) är en fågel i familjen glasögonfåglar inom ordningen tättingar.

## Utseende och läten
Yapglasögonfågeln är en liten (13 cm) och mörk tätting. Den är mestadels olivgrön med orangegul näbb och ben i samma färg. Runt ögat syns en vit ögonring som förstärks av den svarta tygeln. Vitögd glasögonfågel är mindre, blekare och har mindre tydlig ögonring. Lätet är ett raspigt "cheee", medan sången består av livligt visslande fraser som i engelsk litteratur återges "fiddle-EE-feedle-DEE".

## Utbredning och status
Fågeln förekommer enbart i skogar på ön Yap i nordvästra Karolinerna. IUCN kategoriserar arten som nära hotad.